# Prisión de Pollsmoor
La Prisión de Pollsmoor (en Afrikáans:  Pollsmoor-gevangenis; en inglés: Pollsmoor Prison) 
es oficialmente, la prisión de máxima seguridad de Pollsmoor, es una cárcel en el suburbio de Tokai, en Ciudad del Cabo, Sudáfrica. Nelson Mandela fue el preso más famoso de la cárcel.
Pollsmoor es una prisión de máxima seguridad con pocos medios para el escape. Algunos de los criminales más peligrosos de Sudáfrica son trasladados a la prisión de Pollsmoor. La prisión tiene un personal de 1.278 individuos y la capacidad para dar cabida a 4.336 delincuentes, pero la población carcelaria actual es de más de 7.000 (una cifra que fluctúa a diario).